# Вечорка, Татьяна
Татьяна Владимировна Толстая (урождённая Ефимова, литературный псевдоним Татьяна Вечорка; 1892—1965) — русская и советская поэтесса, прозаик, переводчица. Автор поэтических сборников «Магнолии», «Треть души», «Соблазн афиш»; романов «Бестужев Марлинский» «Детство Лермонтова», а также воспоминаний о Блоке, Маяковском, Хлебникове, Пастернаке.

## Биография
Родилась в 1892 году в Баку в семье Владимира Алексеевича Ефимова и Нины Алексеевны (в девичестве Костенской). В самом начале XX века семья переехала в Тифлис.
В 1908 году окончила Закавказский девичий институт и уехала в Санкт-Петербург, где обучалась в Академии художеств. Была знакома с Блоком, Маяковским, Кузминым, Ахматовой. В 1914 году начала печататься в петербургском журнале «Лукоморье» под псевдонимом Вечорка.
В конце 1917 года вернулась в Тифлис, где основала (вместе с Георгием Евангуловым) литературное содружество «Альфа-Лира», куда входили Нина Васильева, Леон Баш, Лев Рейхштадт, Иза Смольная. Летом 1918 года «Альфа-Лира» слилась с местным «Цехом поэтов», в котором Вечорка стала одним из сопредседателей. Переводила на русский язык стихи Тициана Табидзе, Паоло Яшвили, Валериана Гаприндашвили и других грузинских поэтов. Также в Тифлисе Толстая работала в Закавказском телеграфном агентстве.
В конце 1919 года переехала в Баку, где познакомилась со своим будущим мужем — Толстым Борисом Дмитриевичем, который принадлежал к старинному роду графов Толстых. В Баку у них в 1921 году родилась дочь Лидия (в 1942 году вышла замуж за Юрия Николаевича Либединского, одного из основоположников советской литературы, взяв его фамилию). В Бакинском университете посещала лекции поэта-философа Вячеслава Иванова. В 1924 году вся семья переехала в Москву.
В Москве Татьяна Толстая посещала Брюсовские курсы, работала в газетах, вступила в московский «Цех поэтов», которым руководила Анна Антоновская, её знакомая по Тифлису. В 1925 году присутствовала на траурной церемонии прощания с Сергеем Есениным. 
Её муж работал в Госплане РСФСР. В 1934 году, после убийства Кирова, как имевший дворянское происхождение, был выслан в Алма-Ату. Толстой звал туда семью, но так как никто не приехал, то сошёлся там с женщиной, имевшей семилетнюю дочь. В 1937 году Толстой был арестован, к этому времени Татьяна была с ним в разводе, тем не менее, она потеряла работу. Вместе с дочерью жила у брата — историка Алексея Ефимова. Окончив курсы корректоров, устроилась в газету «Красная звезда».
Умерла в 1965 году. Похоронена на Новодевичьем кладбище.